# Léopold d'Autriche (1823-1898)
Pour les articles homonymes, voir Léopold d'Autriche.
Leopold Ludwig Maria Franz Julius Eustorgius Gerhard d'Autriche, né à Milan le 6 juin 1823 et mort à Hernstein le 24 mai 1898) est un archiduc d'Autriche. 
Il est le fils aîné de Rainier d'Autriche, vice-roi de Lombardie-Vénétie, et de Élisabeth de Savoie-Carignan. 
En 1850, il est nommé feldmarschalleutnant ; en 1867, général de cavalerie et, à partir de 1868, Léopold est inspecteur-général des troupes du génie militaire. L'archiduc réforme et modernise fondamentalement les troupes. À partir de 1865, il est inspecteur de la marine et de la flotte. Léopold se retire de la vie publique après une apoplexie en 1868. Il ne se marie jamais et il n'a pas d'enfants.